# 138號美國國道
138號美國國道於1926年完全通車，是科羅拉多州和內布拉斯加州的一條東西向美國國道，主要從東北向西南行駛，與南普拉特河和76號州際公路（I-76）平行。與前66號美國國道和99號美國國道的所有支線一樣，138號美國國道是一條孤兒路線。38號美國國道於1926年完工通車，但因6號美國國道延伸至加州長堤而被取代（6號國道已於1964年中止於加州畢曉普）。因此，138號美國國道仍然與其前母路線交會。

## 外部連結
- Endpoints of U.S. Highway 138 （页面存档备份，存于）
- Colorado Highways: Routes 120 to 139 （页面存档备份，存于）
- The Nebraska Highways Page: Nebraska Highways 101 to 300
- Nebraska Roads: Nebraska US Highways 136-183 （页面存档备份，存于）